# مارتا لونش
مارتا لونش (بالإسبانية: Marta Lía Frigerio)‏ هي كاتِبة أرجنتينية، ولدت في 8 مارس 1925 في بوينس آيرس في الأرجنتين، وتوفي بنفس المكان في 8 أكتوبر 1985.

## وصلات خارجية
- مارتا لونش على موقع IMDb (الإنجليزية)